# Аль-Хаким Биамриллах I
Абу́ль-Абба́с А́хмад ибн Ха́сан аль-Хаки́м Биамрилла́х (ок. 1247 — 1302) — второй аббасидский халиф Каира. Его потомки занимали этот пост вплоть до завоевания Египта Османской империей (1517 год).

## Биография
Ахмед ибн Хасан возводил свой род к багдадскому халифу аль-Мустаршиду (1118—1135). После взятия Багдада монголами Хулагу (1258) он покинул город и некоторое время странствовал с бедуинами хафаджа. Затем отправился в Сирию, где нашёл покровительство могущественного арабского вождя Исы ибн Муханна. Ахмед пытался установить связи с айюбидским властителем Дамаска и Халеба ан-Насиром Юсуфом, что не удалось из-за вторжения в Сирию монголов. После победы мамлюков битвы при Айн-Джалуте (3 сентября 1260) Иса ибн Муханна дал знать о появлении Ахмеда султану Египта Кутузу, который пообещал принести ему присягу как халифу. Однако сменивший вскоре Кутуза Бейбарс поставил халифом в Каире под именем аль-Мустансир другого беглеца из Багдада, потомка аббасида аз-Захира. Аль-Хаким бежал в Халеб, где его признал халифом мамлюкский эмир Аккуш аль-Барли, на короткое время захвативший власть в городе. Аккуш аль-Барли дал аль-Хакиму около шестисот туркменских всадников, с которыми тот выступил в Харран. К югу от города Ана, расположенного на берегу Евфрата, произошла встреча с каирским халифом аль-Мустансиром, двигавшимся с небольшим войском в сторону Багдада. Туркмены перешли на его сторону, и аль-Хакиму ничего не оставалось, как признать главенство аль-Мустансира и присоединиться к его походу. После разгрома халифского войска монголами близ Анбара 28 ноября 1261 года аль-Хаким бежал с небольшим отрядом с поля боя, и вернулся в Сирию к Исе ибн Муханна.

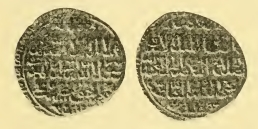
Динар аль-Ашраф Халиля

Аль-Хаким прибыл в Каир в марте 1262 года, но признание его халифом состоялось лишь 16 ноября. В прочитанной на следующий день хутбе халиф восславил султана и провозгласил джихад против неверных. Аль-Хакиму была устроена резиденция в одной из башен каирской Цитадели, где он должен был совершенствовать своё религиозное образование. Хотя первое время имя халифа чеканилось на монетах, сам он принимал мало участия в политической жизни. Только в устанавливающихся дипломатических отношениях султана Бейбарса с Берке, правителем Улуса Джучи, аль-Хаким сыграл определённую роль. Бейбарсу был крайне необходим союзник против ильхана Хулагу, которого султан надеялся найти в ревностном мусульманине Берке. Поэтому посольство джучидского властителя, прибывшее в Каир в мае 1263 года, услышало в пятничной проповеди халифа имя своего господина сразу после имени Бейбарса. А затем послы удостоились аудиенции у аль-Хакима, который призвал Берке к Священной войне.
В 1291 и 1292 годах халиф четырежды выступал с проповедями в мечети во время пятничного богослужения, чего не делали и багдадские халифы с 940 года, времени смерти халифа ар-Ради. В 1298 г. аль-Хаким совершил хадж в Мекку. В Египте он к тому времени уже был лишен внешних атрибутов власти; обычай чеканить имя халифа на монетах был отменён и не был восстановлен при его преемниках. В Мекке и Медине в хутбе упоминали лишь имя султана. Имени халифа нет даже на монетах султана аль-Ашраф Халиля (1290—1293), называвшего себя «оживителем аббасидской державы».